# 明電工
株式会社 明電工（めいでんこう）は、かつて存在した日本の電気工事メーカー。代表取締役は中瀬古功。
1989年（平成元年）に中瀬古を筆頭に幹部数名が引き起こした脱税を主とする犯罪、いわゆる「明電工事件」により破産に追い込まれた。
なお、茨城県坂東市に所在する同業の株式会社 明電工（旧社名：明光電気工業）、三重県鈴鹿市に所在する同業の明電工株式会社、及び日本を代表する総合電気機器メーカーの明電舎とは何の関係もない（但し、先述の明電工事件の際に、明電舎が風評被害に遭っている）。
| スタブアイコン | サブスタブ | この項目は、まだ閲覧者の調べものの参照としては役立たない、企業に関連した書きかけの項目です。この項目を加筆・訂正などしてくださる協力者を求めています（PJ:経済）。 |